# Villa romana El Vilarenc
El Vilarenc es un yacimiento arqueológico romano situado en la localidad tarraconense de Calafell, cuyos restos abarcan dos villas superpuestas fechadas entre mediados del siglo I a. C. y la segunda mitad del siglo III. 

## Historia
Los restos romanos de El Vilarenc son conocidos desde el siglo XIX. En 1882 se llevaron a cabo las primeras excavaciones de la mano de, entre otros, E. Llanas y C. Pujol i Camps, en busca de una mansio; se exhumó un conjunto termal, considerado de carácter público, y los resultados, junto con un plano de las construcciones sacadas a la luz, se publicaron años más tarde. Descartada su correspondencia con una mansio, a principios del siglo XX Puig i Cadafalch identificó los restos como pertenecientes a una villa romana. A mediados de siglo Alberto Balil aportó una cronología para el conjunto desde finales del siglo I a. C. hasta mediados del siglo III.
El conjunto fue nuevamente excavado en 1967 bajo la dirección de M. Berges, localizándose dos nuevas cisternas, y en la campaña de excavaciones de 1982 se localizaron una serie de estructuras que no superaba el siglo I. Los trabajos de 1988 y 1991-1995 permitieron identificar el conjunto como un pequeño asentamiento rural romano, dotado de un complejo termal, que se superponía a un hábitat del siglo II a. C. Por tanto se trata de dos villae superpuestas entre mediados del siglo I a. C. y la segunda mitad del siglo III.

## Balnea
El balneum de la primera villa se sitúa en el suroeste del complejo excavado y se fecha entre finales del siglo I a. C. y mediados del siglo I. Las estructuras presentaban un estado de arrasamiento que impide precisar el uso de muchos de los espacios, pero se documentó una habitación cuadrada con hipocausto, praefurnium y circulación vertical de aire mediante tegulae mammatae. En su tercio noroeste disponía de un alveus rectangular, recubierto con opus signinum. Su pavimiento conserva alguna tesela que formó parte de un mosaico bícromo con decoración vegetal. La zona se reutilizó como espacio artesanal a partir de la segunda mitad del siglo I, por lo que modificó su aspecto original.
El balneum de la segunda villa fue interpretado por C. Pujol i Camps en 1885, quien identificó un apoditerium, un frigidarium, los tepidaria, caldaria, sudatorium, unctuarium y praefurnia. Sin embargo J. Puig i Cadafalch limitó los ambientes termales a cuatro: tepidarium, unctuarium, caldarium, latrinae y el praefurnium. A partir del plano de Pujol i Camps, J. López ha propuesto dos fases constructivas; una primera compuesta por un recinto termal con forma de L, orientación N-S, en el que identifica seis ambientes, y una segunda correspondiente a una ampliación hacia el oeste.